# سنتر (ایندیانا)
سنتر (به انگلیسی: Center) یک منطقهٔ مسکونی در ایالات متحده آمریکا است که در شهرستان هوارد، ایندیانا واقع شده‌است. سنتر ۲۵۷٫۸۶ متر بالاتر از سطح دریا واقع شده‌است.